# Метнер, Александр Карлович
Александр Карлович Метнер (30 мая (11 июня) 1871 — 26 ноября 1961) — русский и советский композитор, дирижёр, альтист, заслуженный артист РСФСР (1935, по другим данным — 1934 год).

## Биография
Родился 30 мая (11 июня) 1871 года в Москве. Учился по классу скрипки Войтеха Гржимали в Московской консерватории в 1892—1898 годах. В 1902 году окончил Музыкально-драматическое училище Московского филармонического общества по классу скрипки и дирижирования Виллема Кеса и по классу композиции Виктора Калинникова, Александра Ильинского и Гоергия Конюса. После окончения стал известным как альтист.
В 1896 году был скрипачом симфонического и театрального оркестров Москвы. С 1902 года до 1907 года преподавал по классу скрипки и альта в Московской государственной филармонии. в 1902-1911 годах был концертмейстером симфонической капеллы в Москве. Также преподавал в Синодальном училище (1903—1914), Московской народной консерватории (1906—1917), Музыкальном техникуме при Московской консерватории (1924—1931).
Был профессором консерватории, дирижёром оркестра и участником квартета филармонии Харькова в 1918-1919 годах. Руководил оркестровым классом Московской консерватории в 1932—1955 годах, был заведующим музыкальной части (с 1920) и главным дирижёром (с 1919) Камерного театра. Под его руководством были поставлены оперетты «Жирофле-Жирофля» Шарля Лекока (1922) и «Сирокко» Леонида Половинкина.
Умер 26 ноября 1961 года в Москве. Похоронен на Введенском кладбище (7 уч.).

## Творчество
Александр Метнер написал музыку более чем к 20 спектаклям Камерного театра (в том числе «Святая Иоанна» Бернарда Шоу (1924), «Розита» А. Глобы (1926), «Негр» Юджина О’Нила (1929), «Неизвестные солдаты» Л. Первомайского (1932), «Дама-невидимка» Педро Кальдерона (1945)). Для симфонического оркестра написал: танцевальная сюита (1942), маленькая сюита (1948), для скрипки и фортепиано — Баркарола (1949).
Александр Метнер написал музыку к знаменитому спектаклю Московского драматического театра имени А. С. Пушкина «Аленький цветочек», который идёт в театре с 1950 года по сегодняшний день.

## Семья
Младший брат Александра — Николай Метнер (1880—1951) был известным композитором и пианистом. В 1921 году он с женой эмигрировал в Германию и до конца жизни так и не вернулся на родину. Другой брат Александра — Эмилий Метнер (1872—1936) был писателем и публицистом, также музыкальным критиком (со псевдонимом Вольфинг).